# Sásdy Péter
Sásdy Péter (Budapest, 1935. május 27. –) magyar származású brit film- és televíziós rendező.

## Tevékenysége
Számos tévés rendezése mellett, (pl. A Kőszalag, 1972, forgatókönyv: Nigel Kneale) horrorfilmjeiről ismerik (pl. a Drakula vérének íze (Taste the Blood of Dracula, 1970), Drakula Grófnő (Countess Dracula, 1971), Hasfelmetsző kezei (Hands of the Ripper, 1971), amelyeket a Hammer produkciós cégnek készített). A magányos hölgy (The Lonely Lady, 1983) című filmjével, Pia Zadorával a főszerepben, „kiérdemelte” az Arany Málna díjat a Legrosszabb Rendező kategóriában.
1977-ben ő rendezte az Üdvözöljük a vér városábant (Welcome to Blood City), talán az első mozifilmet a „virtuális világ” témájáról, amelyet csak Fassbinder 1973-as Világ dróton (Welt am Draht) televíziós filmje előz meg. A virtuális világ téma először Daniel F. Galouye 1964-es regényében jelenik meg (Simulacron-3), majd a Mátrix-ban, illetve a A 13. emeletben (The Thirteenth Floor) találkozhatunk azzal, hogy az általunk érzékelt világ egy mesterséges környezet lenne.
1985-től 1987-ig ő rendezte a Thames TV számára az A 13 és ¾ éves Adrian Mole titkos naplója című tévésorozatot, a The Secret Diary of Adrian Mole, Aged 13¾, (1982) regény adaptációját.

## Fordítás
Ez a szócikk részben vagy egészben  a   Peter Sasdy című angol Wikipédia-szócikk ezen változatának fordításán alapul.  Az eredeti cikk szerkesztőit annak laptörténete sorolja fel. Ez a jelzés csupán a megfogalmazás eredetét és a szerzői jogokat jelzi, nem szolgál a cikkben szereplő információk forrásmegjelöléseként.

## Külső hivatkozások
- Sásdy Péter az Internet Movie Database oldalon (angolul)